# Pahuatitán
Pahuatitán är en ort i Mexiko.   Den ligger i kommunen Huitzilan de Serdán och delstaten Puebla, i den sydöstra delen av landet, 160 km öster om huvudstaden Mexico City. Pahuatitán ligger 1 074 meter över havet och antalet invånare är 155.
Terrängen runt Pahuatitán är bergig västerut, men österut är den kuperad. Pahuatitán ligger nere i en dal. Runt Pahuatitán är det ganska tätbefolkat, med 65 invånare per kvadratkilometer. Närmaste större samhälle är Zacapoaxtla, 14,9 km öster om Pahuatitán. I omgivningarna runt Pahuatitán växer i huvudsak städsegrön lövskog.